# Interstate 440 (Arkansas)
Pour les articles homonymes, voir Interstate 440.
L'Interstate 440 (I-440), est une autoroute du centre de l'Arkansas formant une boucle de 14,16 miles (22,79 km) reliant la US 67, la US 167 et l'I-40 avec l'I-30 et l'I-530 près de Little Rock. L'I-440, connue comme la East Belt Freeway, parcourt la majorité des zones industrielles de la portion est de la région métropolitaine, près de l'Aéroport Clinton et du port de Little Rock. La route compte majoritairement six voies. Au nord de l'I-40, la route se poursuit comme la AR 440 jusqu'à ce qu'elle atteigne la US 67 / US 167 (Future I-57) à Jacksonville. Cette portion est nommée North Belt Freeway.

## Description du tracé
L'I-440 commence à la jonction avec l'I-30 et l'I-530. Après cet échangeur, l'I-440 croise la AR 365 (Springer Boulevard) and Bankhead Drive près de l'Aéroport Clinton. L'autoroute continue et croise Lindsey Road au nord-est et traverse la rivière Arkansas. L'I-440 a des échangeurs avec la US 165 et la US 70 avant de se terminer à l'I-40. Au nord de l'I-40, l'I-440 devient la AR 440, une extension de l'I-440 construite avec les standards autoroutiers. La AR 440 se dirige au nord-est vers Jacksonville, reliant les banlieues est de North Little Rock avec la US 67 / US 167 (Future I-57).
Afin d'éviter les inondations causées par le Bayou Fourche, la majorité de l'I-440 entre l'I-30 et la sortie menant à l'aéroport sont un pont. Celui-ci croise le Bayou Fourche à quelques reprises.

## Histoire
L'idée de l'I-440 a d'abord été proposée en 1941.
L'I-440 fait partie d'une boucle complète planifiée autour de la région métropolitaine avec l'I-430. Certaines sections de ce projet, entre le terminus est de l'I-440 et la US 67 / US 167 ont ouvert en 2003 comme AR 440 et fait aussi partie du projet de la North Belt Freeway. Cependant, le projet de compléter cette boucle a été mis sur pause après qu'il a été estimé que les coûts de construction s'élevaient à plus de 600 millions de dollars.
La AR 440 pourrait être renommée I-440 lorsque l'I-57 sera complétée le long de la US 67.

## Liste des sorties
| Interstate 440                                       |                   |       |       |        |                                                                            | |
| Comté                                                | Municipalité      | mi    | km    | Sortie | Intersections / Destinations                                               | Notes |
| Pulaski                                              | Little Rock       | 0,00  | 0,00  |        | I-30 ouest / US 67 sud – Hot Springs, Texarkana                            | Terminus ouest de l'I-440 |
| Pulaski                                              | Little Rock       | 0,00  | 0,00  | 138B   | I-530 / US 65 / US 167 sud – Pine Bluff                                    | Sortie direction ouest, entrée direction est; numéro de sortie en fonction de ceux de l'I-30; sortie 1A de l'I-530                  |
| Pulaski                                              | Little Rock       | 0,00  | 0,00  | 138A   | I-30 ouest / US 65 sud / US 167 (US 67) nord – Centre-ville de Little Rock | Sortie direction ouest, entrée direction est; numéro de sortie en fonction de ceux de l'I-30; sortie 138 de l'I-30                  |
| Pulaski                                              | Little Rock       | 1,28  | 2,06  | 1      | AR 365 (en) (Springer Boulevard)                                           | |
| Pulaski                                              | Little Rock       | 3,44  | 5,54  | 3      | Bankhead Drive – Aéroport Clinton                                          | |
| Pulaski                                              | Little Rock       | 3,80  | 6,12  | 4      | Lindsey Road                                                               | |
| Pulaski                                              | Little Rock       | 5,16  | 8,30  | 5      | Fourche Dam Pike – Port de Little Rock                                     | |
| Pulaski                                              | North Little Rock | 6,97  | 11,22 | 7      | US 165 – England, Scott                                                    | |
| Pulaski                                              | North Little Rock | 7,91  | 12,73 | 8      | CR 82 (Faulkner Lake Road)                                                 | |
| Pulaski                                              | North Little Rock | 9,55  | 15,37 | 10     | US 70                                                                      | |
| Pulaski                                              | North Little Rock | 9,96  | 16,03 | 11     | I-40 – Fort Smith, Memphis                                                 | Terminus est de l'I-440; se poursuit comme AR 440; sortie 159 de l'I-40; indiqué sortie 11A (ouest) et 11B (est) en direction ouest |
| Pulaski                                              | Jacksonville      | 13,40 | 21,57 | 12     | AR 161 (en) – Rixey                                                        | |
| Pulaski                                              | Jacksonville      | 14,16 | 22,79 | 13     | I-57 / US 67 / US 167 – Sherwood, North Little Rock, Jacksonville          | |
| Pulaski                                              |                   |       |       |        | AR 440 (en) nord                                                           | Prolongement futur au-delà de US 67 / US 167                                                                                        |
| - Accès incomplet - Transition de route - Non-ouvert |                   |       |       |        |                                                                            | |